# Justus Dahinden

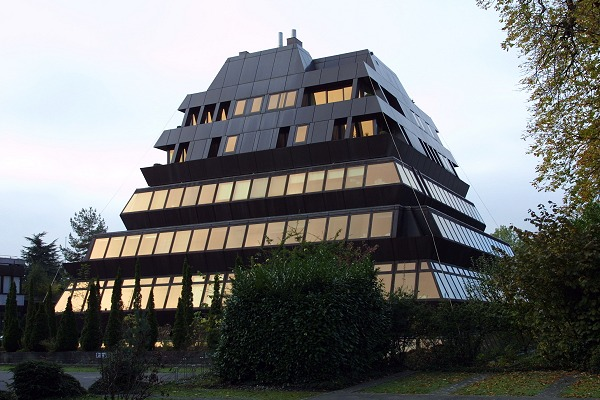
Ferrohouse Zürichben (1970)

Justus Dahinden (Zürich, 1925. május 18. – Zürich, 2020. április 11.) svájci építész, teoretikus; a 20. század egyik legnagyobb hatású építőművészeti személyisége.

## Díjai
- 1981 Grand Prix d'Architecture 1981, CEA Cercle d'Ètudes Architecturales, Paris
- 1981 INTERARCH 81, World Triennial of Architecture, Sofia, Medal and Prize of the City of Nates for Habitat in Iran
- 1983 INTERARCH 83,World Triennial of Architecture, Competition HUMA 2000, Sofia, Medal and Prize of the National Committee of Peace of Bulgaria for the Project "Stadthügel" ("Urban Mound")
- 1985 INTERARCH 85, World Triennial of Architecture, Sofia, Award for competition of projects and realizations, personal work
- 1989 INTERARCH 89, World Triennial of Architecture, Sofia, Award for the Biography "Justus Dahinden-Architektur-Architecture"
- 2003 Nomination for Mies van der Rohe Award for European Architecture (St. Franziskus Church and Minoriten-Ministry in Bratislava; in Co-operation with STUDIO FOR)